# Nicola Sartori
Nicola Sartori (Cremona, 17 luglio 1976) è un ex canottiere italiano, con Giovanni Calabrese si aggiudicò la medaglia di bronzo nel due di coppia ai Giochi olimpici di Sydney 2000.

## Biografia
Quasi omonimo del canottiere Alessio Sartori, anch'egli nato nel 1976 ma a Terracina, vincitore della medaglia d'oro nel quattro di coppia sempre ai Giochi di Sydney 2000 e del bronzo quattro anni dopo ad Atene 2004.

## Palmarès
| Anno | Manifestazione      | Sede    | Risultato | Gara              | Tempo   | Note  |
| ---- | ------------------- | ------- | --------- | ----------------- | ------- | ----- |
| 2000 | Giochi olimpici     | Sydney  | Bronzo    | Due di coppia     | 6:20.49 |       |
| 2001 | Campionati mondiali | Lucerna | Bronzo    | Quattro di coppia |         | [ 2 ] |